# Muaradua Kisam (plaats)
Muaradua Kisam is een bestuurslaag in het regentschap Ogan Komering Ulu Selatan van de provincie Zuid-Sumatra, Indonesië. Muaradua Kisam telt 1058 inwoners (volkstelling 2010).